# 龔璁
龔璁，字溫如，號玉亭，贵州遵義人，清朝政治人物、同進士出身。
嘉慶二十二年（1817年）丁丑科進士，三甲一百二十二名，后官山東武城知縣。